# Kerkhof van Forest-l'Abbaye
Het Kerkhof van Forest-l'Abbaye is een gemeentelijke begraafplaats in het Franse dorp Forest-l'Abbaye in het departement Somme. Ze ligt aan de noordelijke rand van het dorp rond de Église de la Nativité-de-la-Vierge en wordt begrensd door een ruwe bakstenen muur.

## Brits oorlogsgraf
Op het kerkhof ligt het graf van de Brit E. Shelly, soldaat bij het East Surrey Regiment. Hij sneuvelde op 5 januari 1917. Zijn graf wordt onderhouden door de Commonwealth War Graves Commission en is daar geregistreerd als Forest-l'Abbaye Churchyard.